# Mohammed Schah IV.
Mohammed Schah IV. war der dritte Herrscher aus der Sayyid-Dynastie über das Sultanat von Delhi. Er regierte von 1434 bis 1443/4.

## Biographie
Aus dem Leben Mohammed Schahs ist nicht viel bekannt. Er war der Neffe von Mubarak Schah (reg. 1421–1434), der ohne Nachfolger verstorben war, und gilt allgemein als schwacher Herrscher, da er sich nicht gegen die regionalen Gebietsansprüche kleinerer Fürsten durchsetzen konnte. Der Fürst von Malwa unternahm sogar einen Angriff auf Delhi, der jedoch von seinem Heerführer Bahlul Khan Lodi abgewehrt werden konnte.

## Nachwirkung
Nach seinem Tod trat sein Sohn Alam Schah die Nachfolge an, doch bereits nach wenigen Jahren (1451) dankte er zugunsten von Bahlul Khan Lodi, dem Begründer der Lodi-Dynastie, ab, dem es innerhalb kurzer Zeit gelang die Macht der Fürsten weitgehend zu brechen und – zumindest zeitweise – für stabile Machtverhältnisse im Norden Indiens zu sorgen. 

## Mausoleum

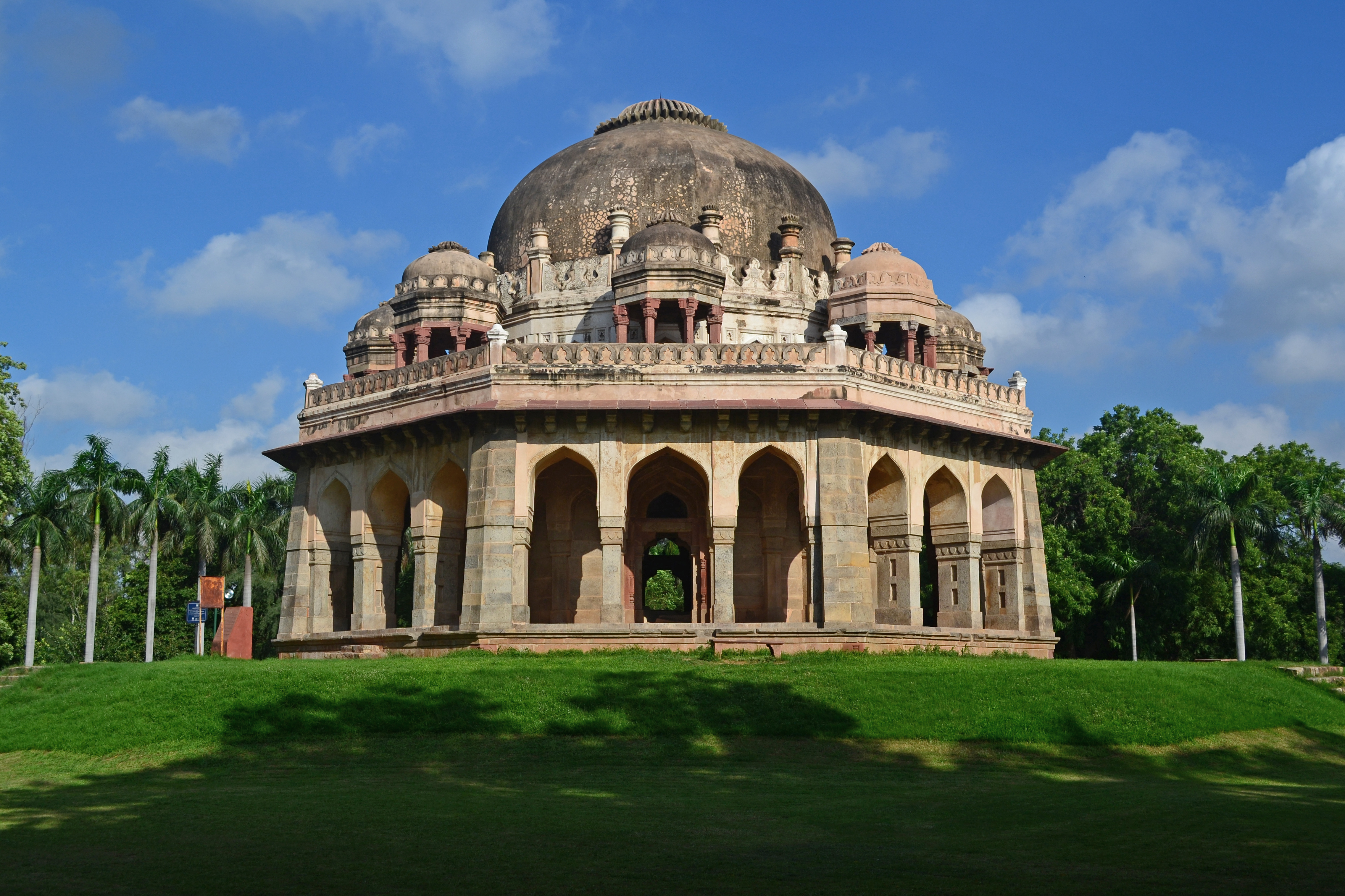
Mausoleum Mohammed Schahs

Das Mausoleum für Mohammed Schah steht in den Lodi-Gärten im Süden von Neu-Delhi; ob es noch von Mohammed Schah selbst oder erst von seinem Sohn in Auftrag gegeben wurde, ist unbekannt – jedenfalls dürfte es in den Jahren 1444/5 erbaut worden sein. Durch seine oktogonale Bauweise unterscheidet es sich von allen vorhergehenden Grabbauten Delhis (Iltutmish-Mausoleum, Ala ud-Din Khalji-Mausoleum, Ghiyas-ud-din Tughluq-Mausoleum etc.). Darüber hinaus ist das Bauwerk durch Triple-Arkaden nach allen Seiten weit geöffnet – eine Mihrab-Nische, die bei den früheren Grabbauten unerlässlich war, fehlt. Die zentrale Kuppel ist zweischalig und wird an der Außenseite von einem architektonisch verkleideten Tambour erhöht und von acht kleinen Pavillons (chhatris) umstellt. Die Kuppel schließt ab mit einer umgedrehten Lotosblüte, einem uralten Element der Hindu-Architektur (vgl. Gupta-Tempel von Gop).